# Campionato ceco di calcio
Il campionato di calcio ceco (Systém fotbalových soutěží v Česku) è un insieme di tornei nazionali istituiti dalla Fotbalová asociace České republiky (FAČR). I campionati sono suddivisi e organizzati in più livelli: la massima divisione è la 1. liga, la seconda divisione è la Fotbalová národní liga, il terzo campionato è diviso tra Boemia (Česka fotbalová liga) e Moravia-Slesia (Moravskoslezská fotbalová liga). I tornei successivi comprendono campionati dilettantistici e regionali.
Ogni squadra affronta tutte le altre squadre del torneo di appartenenza almeno due volte, una presso il proprio campo (partita in casa) l'altra presso il campo della squadra avversaria (partita in trasferta). Dalla stagione 1994-95 si assegnano tre punti alla squadra vincitrice e zero a quella perdente. In caso di pareggio viene assegnato un punto a entrambe le squadre.

## Divisioni professionistiche

### 1. liga
È il massimo torneo nazionale in cui si affrontano 16 squadre dalla stagione 1993-94 anno in cui fu istituita la 1. liga. La squadra che accumula il maggior numero di punti nella lega vince il titolo di campione della Repubblica Ceca. La squadra vincitrice del campionato accede ai preliminari di Champions League, mentre la seconda classificata accede al primo turno preliminare di Champions League, successivamente la terza classificata o la vincitrice della Coppa della Repubblica Ceca accedono ai preliminari di Europa League, la quarta e la quinta vanno in Conference League. L’ultima e magari anche altre due squadre nella classifica generale vengono retrocesse in seconda divisione.

### Fotbalová národní liga
È il secondo torneo della Repubblica Ceca. Ogni anno sedici squadre si affrontano
in un torneo con le caratteristiche diverse dalla lega superiore. La squadra che accumula il maggior numero di punti e magari la seconda classificata passano in prima divisione. Le ultime due finiscono nella terza divisione.

## Semiprofessionismo
- Česka fotbalová liga

Sono due delle tre terze divisioni del calcio ceco. In questo torneo regionale si sfidano sedici e altre sedici squadre presso la zona della regione della Boemia. Alla fine del torneo con svolgimento classico le vincitrici del torneo giocano la finale per salire nella lega professionistica, e le ultime due squadre retrocedono in 4. liga.
- Moravskoslezská fotbalová liga

È una delle tre terze divisioni del calcio ceco. Diciotto squadre si affrontano nel torneo presso le zone della Slesia e della Moravia con svolgimento all'italiana. Alla fine delle 34 giornate la squadra che vince il campionato sale tra i professionisti e le ultime due squadre retrocedono in 4. liga.

## Divisioni dilettantistiche

### Quarto livello
- 4. liga

È il quarto torneo del calcio ceco ed è divisa in 6 gironi, 4 nella zona Boema e 2 nella zona Morava-Slesa. Ogni girone ha 16 squadre ciascuno. Questi tornei fanno parte del calcio dillentantistico ceco.

### Divisioni regionali
I restanti sei tornei sono divisi tra campionati regionali e campionati di Praga. Sono divisi in:
- Krajské přebor e Pražská I. třída (Campionato di Praga)
- I. A třídy
- I. B třídy
- II. třídy e Pražská II. třída
- III. třídy
- IV. třídy

## Attuale sistema
| Torneo | Torneo | Serie                                                   | Serie                                                   | Serie                                                   | Serie                                                   | Serie                                                   | Serie                                                   | Serie                                                   | Serie                                                   | Serie                                                   | Serie                                                   | Serie                                                   | Serie                                                   | Serie                                                   | Serie                                                   | Serie                                                   | Serie                                                   | Serie                                                   | Serie                                                   |
| ------ | ------ | ------------------------------------------------------- | ------------------------------------------------------- | ------------------------------------------------------- | ------------------------------------------------------- | ------------------------------------------------------- | ------------------------------------------------------- | ------------------------------------------------------- | ------------------------------------------------------- | ------------------------------------------------------- | ------------------------------------------------------- | ------------------------------------------------------- | ------------------------------------------------------- | ------------------------------------------------------- | ------------------------------------------------------- | ------------------------------------------------------- | ------------------------------------------------------- | ------------------------------------------------------- | ------------------------------------------------------- |
| 1 Pro  | 1 Pro  | 1. Liga 16 squadre                                      | 1. Liga 16 squadre                                      | 1. Liga 16 squadre                                      | 1. Liga 16 squadre                                      | 1. Liga 16 squadre                                      | 1. Liga 16 squadre                                      | 1. Liga 16 squadre                                      | 1. Liga 16 squadre                                      | 1. Liga 16 squadre                                      | 1. Liga 16 squadre                                      | 1. Liga 16 squadre                                      | 1. Liga 16 squadre                                      | 1. Liga 16 squadre                                      | 1. Liga 16 squadre                                      | 1. Liga 16 squadre                                      | 1. Liga 16 squadre                                      | 1. Liga 16 squadre                                      | 1. Liga 16 squadre                                      |
| 2 Pro  | 2 Pro  | Fotbalová národní liga 16 squadre                       | Fotbalová národní liga 16 squadre                       | Fotbalová národní liga 16 squadre                       | Fotbalová národní liga 16 squadre                       | Fotbalová národní liga 16 squadre                       | Fotbalová národní liga 16 squadre                       | Fotbalová národní liga 16 squadre                       | Fotbalová národní liga 16 squadre                       | Fotbalová národní liga 16 squadre                       | Fotbalová národní liga 16 squadre                       | Fotbalová národní liga 16 squadre                       | Fotbalová národní liga 16 squadre                       | Fotbalová národní liga 16 squadre                       | Fotbalová národní liga 16 squadre                       | Fotbalová národní liga 16 squadre                       | Fotbalová národní liga 16 squadre                       | Fotbalová národní liga 16 squadre                       | Fotbalová národní liga 16 squadre                       |
| 3      | 3      | Česka fotbalová liga 16+16 squadre                      | Česka fotbalová liga 16+16 squadre                      | Česka fotbalová liga 16+16 squadre                      | Česka fotbalová liga 16+16 squadre                      | Česka fotbalová liga 16+16 squadre                      | Česka fotbalová liga 16+16 squadre                      | Moravskoslezská fotbalová liga 18 squadre               | Moravskoslezská fotbalová liga 18 squadre               | Moravskoslezská fotbalová liga 18 squadre               | Moravskoslezská fotbalová liga 18 squadre               | Moravskoslezská fotbalová liga 18 squadre               | Moravskoslezská fotbalová liga 18 squadre               | Moravskoslezská fotbalová liga 18 squadre               | Moravskoslezská fotbalová liga 18 squadre               | Moravskoslezská fotbalová liga 18 squadre               | Moravskoslezská fotbalová liga 18 squadre               | Moravskoslezská fotbalová liga 18 squadre               | Moravskoslezská fotbalová liga 18 squadre               |
| 4      | 4      | 4. liga Divize A 16 squadre                             | 4. liga Divize A 16 squadre                             | 4. liga Divize B 16 squadre                             | 4. liga Divize B 16 squadre                             | 4. liga Divize C 16 squadre                             | 4. liga Divize C 16 squadre                             | 4. liga Divize D 16 squadre                             | 4. liga Divize D 16 squadre                             | 4. liga Divize E 16 squadre                             | 4. liga Divize E 16 squadre                             | 4. liga Divize F 16 squadre                             | 4. liga Divize F 16 squadre                             | 4. liga Divize F 16 squadre                             | 4. liga Divize F 16 squadre                             | 4. liga Divize F 16 squadre                             | 4. liga Divize F 16 squadre                             | 4. liga Divize F 16 squadre                             | 4. liga Divize F 16 squadre                             |
| 5      | 5      | Krajské přebor e Pražská I. třída (Campionato di Praga) | Krajské přebor e Pražská I. třída (Campionato di Praga) | Krajské přebor e Pražská I. třída (Campionato di Praga) | Krajské přebor e Pražská I. třída (Campionato di Praga) | Krajské přebor e Pražská I. třída (Campionato di Praga) | Krajské přebor e Pražská I. třída (Campionato di Praga) | Krajské přebor e Pražská I. třída (Campionato di Praga) | Krajské přebor e Pražská I. třída (Campionato di Praga) | Krajské přebor e Pražská I. třída (Campionato di Praga) | Krajské přebor e Pražská I. třída (Campionato di Praga) | Krajské přebor e Pražská I. třída (Campionato di Praga) | Krajské přebor e Pražská I. třída (Campionato di Praga) | Krajské přebor e Pražská I. třída (Campionato di Praga) | Krajské přebor e Pražská I. třída (Campionato di Praga) | Krajské přebor e Pražská I. třída (Campionato di Praga) | Krajské přebor e Pražská I. třída (Campionato di Praga) | Krajské přebor e Pražská I. třída (Campionato di Praga) | Krajské přebor e Pražská I. třída (Campionato di Praga) |
| 6      | 6      | I. A třídy                                              | I. A třídy                                              | I. A třídy                                              | I. A třídy                                              | I. A třídy                                              | I. A třídy                                              | I. A třídy                                              | I. A třídy                                              | I. A třídy                                              | I. A třídy                                              | I. A třídy                                              | I. A třídy                                              | I. A třídy                                              | I. A třídy                                              | I. A třídy                                              | I. A třídy                                              | I. A třídy                                              | I. A třídy                                              |
| 7      | 7      | I. B třídy                                              | I. B třídy                                              | I. B třídy                                              | I. B třídy                                              | I. B třídy                                              | I. B třídy                                              | I. B třídy                                              | I. B třídy                                              | I. B třídy                                              | I. B třídy                                              | I. B třídy                                              | I. B třídy                                              | I. B třídy                                              | I. B třídy                                              | I. B třídy                                              | I. B třídy                                              | I. B třídy                                              | I. B třídy                                              |
| 8      | 8      | II. třídy e Pražská II. třída                           | II. třídy e Pražská II. třída                           | II. třídy e Pražská II. třída                           | II. třídy e Pražská II. třída                           | II. třídy e Pražská II. třída                           | II. třídy e Pražská II. třída                           | II. třídy e Pražská II. třída                           | II. třídy e Pražská II. třída                           | II. třídy e Pražská II. třída                           | II. třídy e Pražská II. třída                           | II. třídy e Pražská II. třída                           | II. třídy e Pražská II. třída                           | II. třídy e Pražská II. třída                           | II. třídy e Pražská II. třída                           | II. třídy e Pražská II. třída                           | II. třídy e Pražská II. třída                           | II. třídy e Pražská II. třída                           | II. třídy e Pražská II. třída                           |
| 9      | 9      | III. třídy                                              | III. třídy                                              | III. třídy                                              | III. třídy                                              | III. třídy                                              | III. třídy                                              | III. třídy                                              | III. třídy                                              | III. třídy                                              | III. třídy                                              | III. třídy                                              | III. třídy                                              | III. třídy                                              | III. třídy                                              | III. třídy                                              | III. třídy                                              | III. třídy                                              | III. třídy                                              |
| 10     | 10     | IV. třídy                                               | IV. třídy                                               | IV. třídy                                               | IV. třídy                                               | IV. třídy                                               | IV. třídy                                               | IV. třídy                                               | IV. třídy                                               | IV. třídy                                               | IV. třídy                                               | IV. třídy                                               | IV. třídy                                               | IV. třídy                                               | IV. třídy                                               | IV. třídy                                               | IV. třídy                                               | IV. třídy                                               | IV. třídy                                               |